# ČSD-Baureihe M 273.0
Die ČSD-Baureihe M 273.0 waren vierachsige Dieseltriebwagen für den Regional- und Eilzugverkehr der Tschechoslowakischen Staatsbahn (ČSD). Die Fahrzeuge wurden, nachdem die ersten beiden Musterfahrzeuge der Reihe M 251.2 erschienen waren, in die Reihe der Blauen Pfeile für besonders schnelle Triebwagenverbindungen auf Strecken mit leichtem Oberbau eingereiht.

## Geschichte
Die Triebwagen wurden bei Královopolská in Brno in den Jahren 1933–1938 in fünf Serien zu je zwei Stück gefertigt. Sie waren mit zwei Dieselmotoren ausgestattet, welche je in einem Drehgestell eine Achse mit einem elektrischen Fahrmotor antrieben. Die angegebenen Daten entsprechen den Fahrzeugen der 1. Serie. Im Vergleich zu den Vorgängermodellen in eckiger Form wiesen die Fahrzeuge eine elegante Bauart auf. Äußerliches Hauptmerkmal sind die windschnittige Gestaltung des Wagenkastens und die eingezogenen Türen. Äußerlich ähnelten die ersten beiden Wagen den M 251.2 ohne deren markanten Aufsatz über den Motoren. Die elegante runde Form erhielten sie erst ab dem M 273.003.

## Technische Merkmale

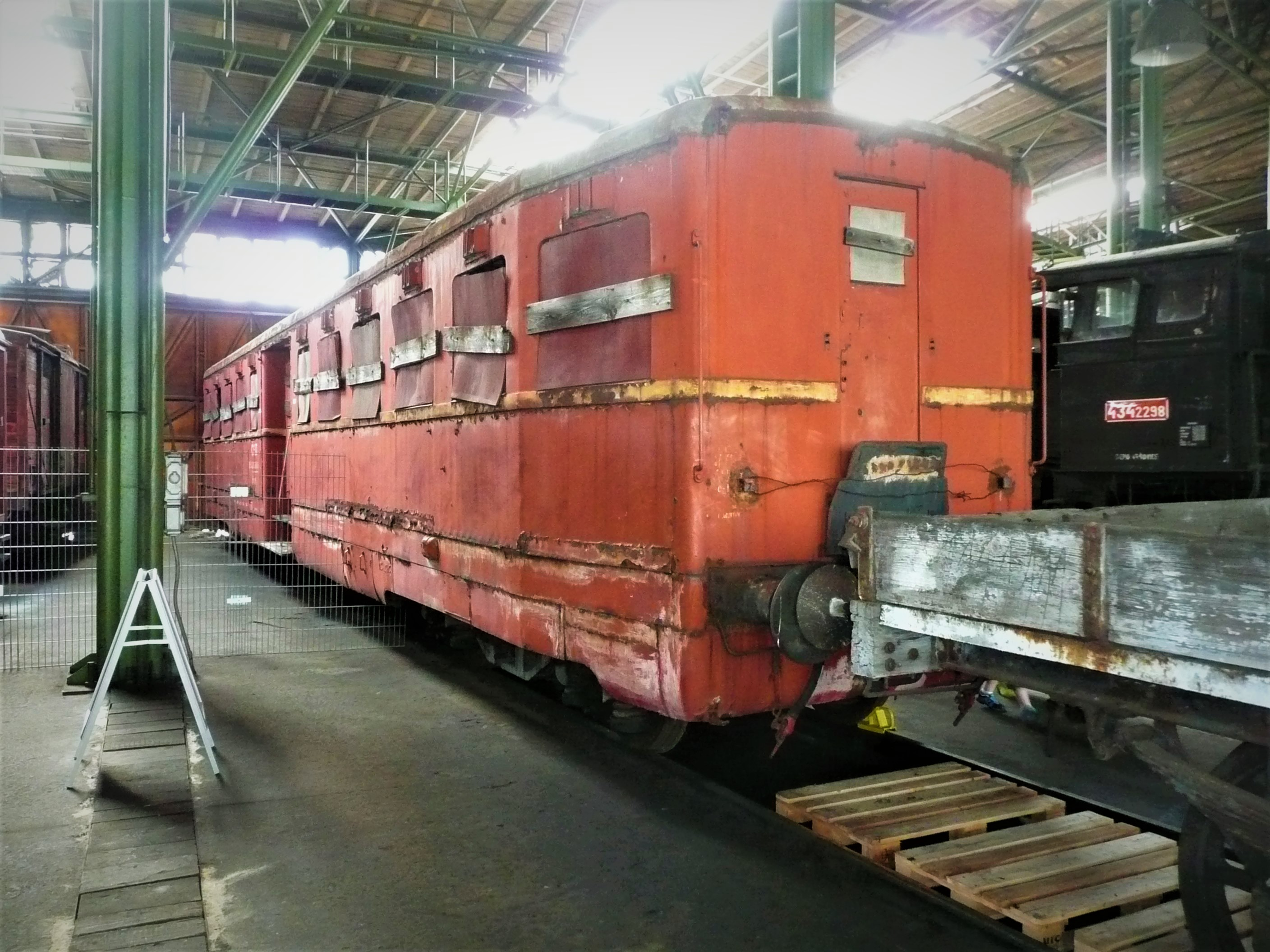
Erhalten gebliebener Beiwagen der Blauen Pfeile, ausgestellt im Depot Chomutov des Technischen Nationalmuseums in Prag

Die Triebwagen wurden von zwei Achtzylinder-Dieselmotoren angetrieben, die, mit dem Generator verbunden, je in einem Drehgestell lagerten. Die Dieselmotoren der ersten beiden Fahrzeuge waren identisch mit denen der Reihe M 251.2, bei den folgenden Fahrzeugen konnte die Motorleistung auf 2 × 200 PS gesteigert werden. Die elektrische Leistungsübertragung erfolgte nach dem System BBC. Die Wagen Nummer 5 und 6 hatten eine andere Leistungsübertragung, die ähnlich wie die Schaltung RV von ČKD aufgebaut war und auf der Steuerung mit einem Relais und einem Generator mit zwei Wicklungen beruhte. Bei allen Fahrzeugen hatte der Fahrkontroller elf Fahrstufen, der Dieselmotor jedoch nur vier unterschiedliche Drehzahlbereiche.
Das Abteil für die Fahrgäste verfügte über die III. Wagenklasse und wurde mit dem Kühlwasser des Verbrennungsmotors beheizt. Ab dem Wagen Nr. 5 waren die Wagen außerdem elektrisch beheizbar.
Einzelne Fahrzeuge variierten hinsichtlich Länge, Achsstand, Gewicht und Leistung. Ab dem Wagen Nr. 3 waren alle Fahrzeuge 110 km/h schnell.

## Einsatz

Prinzip der Leistungsübertragung nach dem System BBC

Die ersten beiden Motorwagen wurden Anfang 1934 nach Prag ausgeliefert, 1935/36 folgten vier weitere nach Olomouc. 1937 wurden wiederum zwei Wagen nach Prag ausgeliefert, und 1938 folgten die letzten beiden Fahrzeuge nach Jihlava. Zugleich mit den Motorwagen wurden farblich übereinstimmende Beiwagen der Gattung Calm von der Firma Ringhoffer geliefert. Die Fahrzeuge wurden zunächst bevorzugt im Eilzugdienst eingesetzt. Um 1938 wurden die Prager Triebwagen im Umlauf der „Blauen Pfeile“ eingesetzt.
Über die Einsatzstrecken der Blauen Pfeile siehe ČSD-Baureihe M 274.0. Im Laufe ihres Betriebslebens kam es bei der Reihe M 273.0 mehrmals zu Verschiebungen zwischen den einzelnen Heizhäusern, unter anderem nach Cheb, Hradec Králové und Klatovy. Zwei Fahrzeuge, die in Cheb stationiert waren, mussten 1938 an die Deutsche Reichsbahn abgegeben werden, 1939 kehrten sie nach Olomouc zurück. Während des Zweiten Weltkrieges waren alle Fahrzeuge aufgrund Kraftstoffmangels abgestellt. Alle zehn Fahrzeuge überstanden den Krieg und gingen nach und nach bis 1947 wieder in Betrieb. Nach 1949, als die neue Reihe M 262.0 erschien, kam das Ende der Reihe M 273.0. 1952 wurden die Nummern 001, 004, 006 ausgemustert, 1953 folgten die 002 und 009 und 1954 die 003, 007 und 008. 1956 wurden die letzten beiden Fahrzeuge in Plzeň ausgemustert. Einige Fahrzeuge wurden danach zu Messwagen, Arbeitswagen und Personenwagen umgebaut.
Nach einem Zwischenspiel in einem Arbeitszug gelangte der M 273.006 2007 in den Bestand des Technischen Nationalmuseums in Prag (NTM). Gegenwärtig steht er im Heizhaus Chomutov. Der M 273.007 stand noch 1992 in einem Arbeitszug in Štrba.
Die Motorwagen der Reihe M 273.0 waren somit ungefähr 20 Jahre im Einsatz. Insbesondere wurden die ersten Fahrzeuge der aus dem M 273.0 weiterentwickelten, erst nach dem Kriege ausgelieferten Baureihe M 284 bereits ausgemustert, als der letzte Triebwagen der Reihe M 273.0 ausgesondert wurde.